# Kompan
Kompan er en dansk virksomhed, der siden 2011 har været beliggende i Odense på Fyn. Virksomheden producerer og leverer legeredskaber og legepladser, samt aktiviteter til leg og sport. Dens produkter sælges til kunder i Danmark og i udlandet. Produktionen foregår i udlandet.
Virksomheden blev grundlagt af Tom Lindhardt (1935-2007) i 1970.
Firmaet omsatte i 2023 for 3,37 mia DKK og havde et overskud på 464 mio DKK. Kompan beskæftigede samme år 1770 personer globalt.

## Historie
Kompan købte i 2010 den danske legetøjsforhandler Dica. Dica solgte legetøj, møbler og legepladser til danske, norske og svenske skoler og daginstitutioner.
Dica blev grundlagt i 1981 og havde i 2009 41 medarbejdere og et bruttoresultat på 34,5 mio. Hovedkontoret lå i Rønnede på Sjælland.

## Ekstern henvisning
- Kompans hjemmeside

55°21′27″N 10°28′47″Ø / 55.35750°N 10.47972°Ø
| | Denne artikel kan blive bedre, hvis der indsættes et (bedre) billede Hjælp os ved at uploade dit eget billede eller finde et på Internettet. \| Se nærmere om hvordan \| \| ---------------------------------------------------------------------------------------------------------------------------------------------------------------------------------------------------------------------------------------------------------------------------------------------------------------------------------------------------------------------------------------------------------------------------------------------------------------------------------------------------------------------------------------------------------------------------------------------------------------------------------------------------------------------------------------------------------------------------------------------------------------------------------------------------------------------------- \| \| Du kan hjælpe ved at uploade et eller flere af dine billeder til Wikimedia Commons iht. de tilladte licenser og indsætte det/dem i artiklen. Har du ikke selv taget et billede, kan du søge efter eksisterende filer på Wikimedia Commons eller på fx på Flickr - fx med værktøjet Free Image Search Tool. Værktøjet er på engelsk, men du skal blot klikke på linket og derefter på knappen "Do it!". Du kan ændre antallet af viste eksempler ved at rette "5" til fx "25" hvis du ikke fandt et godt billede. Du skal være opmærksom på, at fair use ikke er tilladt på den danske Wikipedia. Er du i tvivl kan du spørge en administrator om hjælp. Kan du ikke finde nogle frie billeder, kan du prøve at spørge ejeren af ikke-frie billeder, om de vil donere et billede. Du kan finde eksempler på forespørgsel her. \| |
| Se nærmere om hvordan | |
| Du kan hjælpe ved at uploade et eller flere af dine billeder til Wikimedia Commons iht. de tilladte licenser og indsætte det/dem i artiklen. Har du ikke selv taget et billede, kan du søge efter eksisterende filer på Wikimedia Commons eller på fx på Flickr - fx med værktøjet Free Image Search Tool. Værktøjet er på engelsk, men du skal blot klikke på linket og derefter på knappen "Do it!". Du kan ændre antallet af viste eksempler ved at rette "5" til fx "25" hvis du ikke fandt et godt billede. Du skal være opmærksom på, at fair use ikke er tilladt på den danske Wikipedia. Er du i tvivl kan du spørge en administrator om hjælp. Kan du ikke finde nogle frie billeder, kan du prøve at spørge ejeren af ikke-frie billeder, om de vil donere et billede. Du kan finde eksempler på forespørgsel her. | |